# Statue-menhir de Rouyregros
La statue-menhir de Rouyregros, appelée aussi statue-menhir de Cabanettes, est une statue-menhir appartenant au groupe rouergat découverte à Nages, dans le département du Tarn en France.

## Historique
La statue-menhir a été découverte en 2005 par Daniel Escande et Henri Théron près de la ferme de Rouyregros dans un champ sur un replat. La statue-menhir est inscrite monument historique au titre d'objet depuis le 30 octobre 2019.

## Description
La statue-menhir a été gravée sur une dalle de granite local mesurant 2,70 m de hauteur sur 1,42 m de largeur et 0,47 m d'épaisseur.
La statue est complète mais les gravures sont usées (face), visibles en lumière rasante, voire complètement effacées (au dos). C'est une statue masculine. Le visage est composé d'un « T » facial (arcades sourcilières, nez) et de tatouages. Les membres supérieurs et inférieurs sont complets. Les jambes sont disjointes et assez courtes mais au regard du poids de la statue celle-ci devait être enfoncée sur près de 1 m de profondeur. Le personnage porte un baudrier et « l'objet » dont l'anneau est de grande dimension et une ceinture double avec une grosse boucle rectangulaire. 